# Marshall Rosenberg
Marshall Rosenberg (Canton, Ohio, 6 de octubre de 1934-Albuquerque, Nuevo México, 7 de febrero de 2015) fue un psicólogo estadounidense y creador de la Comunicación no violenta, un proceso de comunicación y mediación que ayuda a las personas a intercambiar la información necesaria para resolver conflictos y diferencias de un modo pacífico.

## Obras
- (2019) Educar a los niños desde el corazón - Ser padres según la Comunicación Noviolenta.  (56 páginas) Editorial Acanto. ISBN 9788415053873.
- (2019) Espiritualidad práctica - Reflexiones sobre la base espiritual de la Comunicación NoViolenta. (Presentación y transcripción de un taller de Comunicación Noviolenta impartido por Marshall B. Rosenberg, 54 páginas). Editorial Acanto. ISBN 9788415053880.
- (2019) El corazón del cambio social - Cómo puede marcar una diferencia en su mundo (Transcripción de un taller de Comunicación Noviolenta impartido por Marshall B. Rosenberg, 78 páginas). Editorial Acanto. ISBN 9788415053866.
- (2018) Ser paz en un mundo en conflicto - Lo próximo que diga cambiará su mundo Marshall B. Rosenberg (202 páginas). Editorial Acanto .ISBN 9788415053842.
- (2016) Comunicación NoViolenta - Un lenguaje de vida. 3ªedición renovada y ampliada Marshall B.Rosenberg (276 páginas) Editorial Acanto. ISBN 9788415053668
- (2006) Comunicación Noviolenta - Un Lenguaje de Vida Marshall Rosenberg (200 páginas) Gran Aldea Editores.    ISBN 9789872183493
- (2011) Resolver Conflictos con la Comunicación Noviolenta Gabriele Seils (Entrevista con Marshall Rosenberg, 193 páginas) Editorial Acanto. ISBN 9788415053057
- (2014) El Sorprendente Propósito de la Rabia Marshall Rosenberg (54 páginas) Editorial Acanto. ISBN 9788415053453

## Premios y reconocimientos
Entre otros, destaca el "Princess Anne of England and Chief of Police Restorative Justice Appreciation Award" en 2002.